# لورا إينيس
لورا إينيس (بالإنجليزية: Laura Innes)‏ هي مخرجة وممثلة أمريكية، ولدت في 16 أغسطس 1957 ببونتياك في الولايات المتحدة.

## أعمال

### أفلام
- (1998) ديب إمباكت[4][5][6]

### مسلسلات
- إي آر
- عالم آخر
- هاوس

## وصلات خارجية
- لورا إينيس على موقع IMDb (الإنجليزية)
- لورا إينيس على موقع ألو سيني (الفرنسية)
- لورا إينيس على موقع أول موفي (الإنجليزية)
- لورا إينيس على موقع قاعدة بيانات برودواي على الإنترنت (الإنجليزية)
- لورا إينيس على موقع قاعدة بيانات الأفلام السويدية (السويدية)
- لورا إينيس على موقع إن إن دي بي (الإنجليزية)
- لورا إينيس على موقع قاعدة بيانات الفيلم (الإنجليزية)
- لورا إينيس على موقع كينوبويسك (الروسية)